# Evangelístria (Le Pirée)
Evangelístria, en grec moderne : Ευαγγελίστρια, est un quartier du Pirée en Grèce. Il est situé au pied ouest de la colline de Kastélla et relie le centre du Pirée à la route industrielle Athènes-Le Pirée. 